# Il Giardino Armonico
«Il Giardino Armonico» (итал. «Гармонический сад», «Сад Гармонии») — итальянский ансамбль старинной музыки (барочный оркестр), специализирующийся на инструментальной музыке барокко и на венской классике. Основан в Милане в 1985 году лютнистом Лукой Пианкой (р. 1958) и флейтистом Джованни Антонини (р. 1965). Количество исполнителей в ансамбле не фиксировано, состав его меняется (от 3 до 35) в зависимости от специфики конкретного музыкального произведения. Художественный руководитель ансамбля (c 1989) — Дж. Антонини. 
Ансамбль работал с Ч. Бартоли, Дж. Карминьолой, сёстрами Лабек, М. Коженой, Б. Финк, И. Фауст, В. Мулловой, А. Прохаской и другими видными музыкантами. Гастролировал во многих странах мира (в России неоднократно с 2001). Выступал на международных музыкальных фестивалях, среди которых Инсбрукский фестиваль старинной музыки, Гайдновский в Айзенштадте (Австрия), барочной музыки в Амброне (2011). Среди многих альбомов Il Giardino выделяются диски с записями музыки А.Вивальди — «Времена года», 4 тома с тематическим названием «Камерные концерты», его ранняя опера «Оттон на вилле» и др., тематическая подборка инструментальной итальянской музыки XVII в. «Viaggio musicale» (2000). В 2014 году Дж. Антонини (с Il Giardino, при поддержке Базельского камерного оркестра) начал грандиозный проект по исполнению и аудиозаписи всех симфонических произведений Й.Гайдна.